# Asymbolus galacticus
Asymbolus galacticus is een vissensoort uit de familie van de Pentanchidae. De wetenschappelijke naam van de soort is voor het eerst geldig gepubliceerd in 2008 door Bernard Séret en Peter R. Last.